# Hambourg SV (féminines)
Maillots
Actualités
Le Hamburger SV est un club de football féminin situé à Hambourg dans le land du même nom en Allemagne. C'est la section féminine du Hambourg SV.

## Histoire
En 2012, alors que l'équipe féminine du HSV évolue en Bundesliga, le club décide de la retirer du championnat pour faire des économies. L'équipe repart donc de la Regionalliga.
En 2022, le club termine premier de sa poule en Regionalliga, mais perd le barrage de promotion face à l'équipe réserve du Turbine Potsdam. Le HSV revient en 2. Bundesliga en 2023, après avoir battu le Viktoria 89.
En 2024-2025, Hambourg, alors en deuxième division, atteint la demi-finale de la coupe d'Allemagne. Le club finit par chuter après prolongations dans un Nordderby face au Werder Brême (1-3), devant une foule record de 57 000 spectateurs au Volksparkstadion. À la fin de la saison, Hambourg termine troisième de 2. Bundesliga, décroche la promotion et est donc de retour en première division après treize ans,.

## Palmarès
- Finaliste de la Coupe d'Allemagne: 2002